# Hamburg Masters 2000
De Hamburg Masters is een internationaal hockeytoernooi voor mannen, dat onder auspiciën staat van de Duitse hockeybond. Aan de zesde editie van het ditmaal pre-olympische toernooi in de Noord-Duitse stad Hamburg deden vier landen mee: titelverdediger Duitsland, Groot-Brittannië, Nederland en Zuid-Korea.

## Uitslagen

### Vridag 4 augustus 2000
- Duitsland-Groot-Brittannië          6-1
- Nederland-Zuid-Korea                1-0

### Zondag 5 augustus 2000
- Groot-Brittannië-Nederland          3-0
- Duitsland-Zuid-Korea                2-3

### Zondag 6 augustus 2000
- Zuid-Korea-Groot-Brittannië         1-0
- Duitsland-Nederland                 2-1

## Eindstand
| № | Land             | WG | W | G | V | DV | DT | +/– | Punten |
| - | ---------------- | -- | - | - | - | -- | -- | --- | ------ |
| 1 | Duitsland        | 3  | 2 | 0 | 1 | 10 | 5  | +5  | 6      |
| 2 | Zuid-Korea       | 3  | 2 | 0 | 1 | 4  | 3  | +1  | 6      |
| 3 | Groot-Brittannië | 3  | 1 | 0 | 2 | 4  | 7  | –3  | 3      |
| 4 | Nederland        | 3  | 1 | 0 | 2 | 2  | 5  | –3  | 3      |

1989 · 1993 · 1996 · 1997 · 1998 · 2000 · 2001 · 2002 · 2003 · 2004 · 2005 · 2006 · 2007 · 2008 · 2009 · 2010 · 2012 · 2013 · 2014 · 2015 · 2016 · 2017 · 2018 · 2019